# It's Only Love (canción de Elvis Presley)
"It's Only Love" ("Solo es amor") es una canción de rock and roll soft compuesta por Mark James y Steve Tyrel que fue grabada y difundida por Elvis Presley a partir de su versión editada en el mercado el 21 de septiembre de 1971 en formato de disco simple, con "The Sound Of Your Cry" en el lado B.  El sencillo alcanzó el puesto # 51 de Billboard Hot 100, mientras que en la lista del Billboard Easy Listening alcanzó una mejor posición accediendo al puesto # 19. 
Tuvo ventas discretas en su momento dentro de los Estados Unidos, que alcanzaron unas 150.000 copias en parte debido a la escasa difusión que el sencillo tuvo.  A nivel mundial no obstante, se estimaron ventas de más de 1 millón de unidades.  Este sería otro de los tantos trabajos de Elvis que quedarían fuera de los parámetros de medición para los conteos por parte de la RIAA de discos vendidos de 1971. En septiembre de 1980 el sencillo fue certificado como disco de plata en el Reino Unido por la BPI. 

## Grabación
La grabación de "It's Only Love" tuvo lugar los días 20 y 21 de mayo de 1971 en el legendario estudio B de la RCA en Nashville, Tennessee. Se grabó primeramente la parte instrumental el día 20, mientras que al día siguiente Presley grabó su voz sobre la pista. El trabajo de edición prolífico le restó algo de espontaneidad y frescura a la toma definitiva masterizada, aunque ello no impidió que el producto resultase en una canción magnánimamente interpretada con notorios arreglos instrumentales, 

## Ediciones

### Sencillos
- It’s Only Love / The Sound of Your Cry (RCA 48-1017) 1971
- It’s Only Love / The Sound of Your Cry (RCA 447-0684) 1972. Reedición Gold standard series [2]

### Álbumes
- Elvis in Demand (1977)
- Elvis Aron Presley (1980)
- The Collection, Volume 4 (1986)
- From the Heart (1991)
- Walk a Mile in My Shoes – The Essential 70’s Masters (1995) - box set
- Essential Elvis, Volume 6 – A Hundred Years From Now (1996)
- All Time Greatest Hits (1997)
- Are You Lonesome Tonight (1997)
- Elvis Aron Presley (1998) - box set
- Burning Love (1999)
- Elvis 70’s (2001)
- The 50 Greatest Love Songs (2001)
- I Sing All Kinds (2007) .  FTD
- Elvis Now (2010) - FTD [2]

## Listas
| Listas (1971)            | Posición alcanzada |
| ------------------------ | ------------------ |
| Billboard Hot 100        | 51                 |
| Billboard Easy Listening | 19                 |
| Listas (1980)            | Posición alcanzada |
| UK Singles Chart         | 3                  |